# Lista celor mai mari biserici din lume

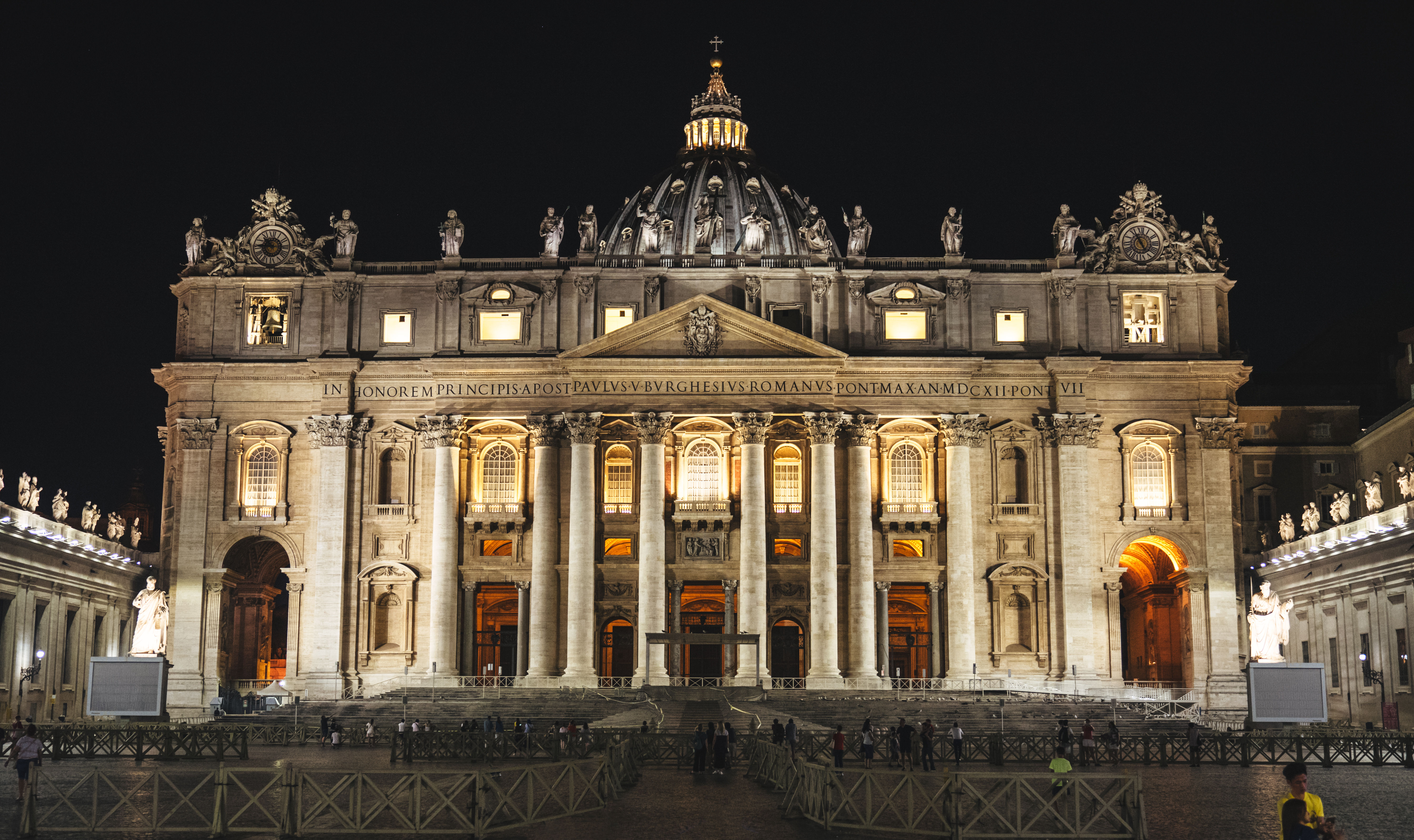
Bazilica Sfântul Petru din Vatican, cea mai mare biserică din lume

Lista celor mai mari biserici din lume clasează bisericile în funcție de suprafața interioară.
Lista include edificiile existente dedicate cultului creștin, ale tuturor confesiunilor recunoscute ale creștinismului. Sunt incluse catedrale (sediul unui episcop) și bazilici, dar nu sunt incluse templele altor religii, precum moscheile și sinagogile. Excepție face Hagia Sofia, care, deși funcționează în prezent ca moschee, a fost construită pentru a servi drept catedrală a Patriarhiei Ecumenice de Constantinopol. În contrapartidă, nu a fost inclusă Catedrala din Córdoba, care a fost construită în secolul al VIII-lea ca moschee.
Cea mai mare biserică din lume este Bazilica Sfântul Petru din Vatican. Cea mai mare biserică ortodoxă din lume este Catedrala Mântuirii Neamului din București.
| Imagine | Nume | Suprafață | Suprafață | Volum           | Capacitate    | An                   | Oraș                                                                            | Țară             | Confesiune                                                | Observații | Note                                                |
| Imagine | Nume | interior  | exterior  | Volum           | Capacitate    | An                   | Oraș                                                                            | Țară             | Confesiune                                                | Observații | Note                                                |
| Imagine | Nume | m2        | m2        | m3              | Capacitate    | An                   | Oraș                                                                            | Țară             | Confesiune                                                | Observații | Note                                                |
|         | |           |           |                 |               |                      |                                                                                 |                  |                                                           | |                                                     |
| ------- | --- | --------- | --------- | --------------- | ------------- | -------------------- | ------------------------------------------------------------------------------- | ---------------- | --------------------------------------------------------- | --- | --------------------------------------------------- |
|         | Bazilica Sfântul Petru (în italiană Basilica di San Pietro in Vaticano) | 15.160    | 21.095    | 1.600.000       | 20.000−60.000 | 1506–1626            | Vatican                                                                         | Vatican          | romano-catolică                                           | Cea mai mare biserică din lume | [ 1 ] [ 2 ] [ 3 ] [ 4 ] [ S 1 ]                     |
|         | Bazilica Maicii Domnului din Aparecida (în portugheză Catedral Basílica de Nossa Senhora Aparecida)                                                                                | 12.000    | 18.331    | 1.200.000       | 30.000−45.000 | 1955–1980            | Aparecida                                                                       | Brazilia         | romano-catolică                                           | Cea mai mare catedrală din lume | [ 5 ] [ 6 ] [ 7 ] [ 8 ] [ 9 ] [ 10 ] [ 11 ] [ S 2 ] |
|         | Domul din Milano (în italiană Duomo di Milano) | 11.700    | 12.000    | 440.000         | 40.000        | 1386–1965            | Milano                                                                          | Italia           | romano-catolică                                           | | [ 12 ] [ 13 ] [ S 3 ]                               |
|         | Catedrala din Sevilla (în spaniolă Catedral de Sevilla) | 11.500    | 23.500    | 500.000         |               | 1401–1528            | Sevilia                                                                         | Spania           | romano-catolică                                           | A fost construită ca moschee | [ 3 ] [ 14 ] [ 15 ] [ S 4 ]                         |
|         | Catedrala Sfântul Ioan cel Divin (în engleză Cathedral of St. John the Divine) | 11.241    |           | 480.000         | 8.600         | 1892–prezent         | New York City                                                                   | Statele Unite    | anglicană (Biserica Episcopală din SUA)                   | Construcție nefinalizată | [ 16 ] [ S 5 ]                                      |
|         | Bazilica Maicii Domnului din Licheń din Licheń Stary (în poloneză Bazylika Najświętszej Maryi Panny Licheńskiej w Licheniu Starym)                                                 | 10.090    |           | 300.000         | 7.000         | 1994–2004            | Licheń Stary, Voievodatul Polonia Mare                                          | Polonia          | romano-catolică                                           | | [ 17 ] [ S 6 ]                                      |
|         | Catedrala din Liverpool (în engleză Liverpool Cathedral) | 9.687     |           | 450.000         | 3.500         | 1904–1978            | Liverpool                                                                       | Regatul Unit     | anglicană (Biserica Anglicană)                            | | [ 18 ] [ S 7 ]                                      |
|         | Bazilica Sfintei Treimi (în portugheză Basílica da Santíssima Trindade) | 8.700     |           | 130.000         | 9.000         | 2004–2007            | Fátima                                                                          | Portugalia       | romano-catolică                                           | | [ 19 ] [ S 8 ]                                      |
|         | Bazilica Sfântul Paul din afara Zidurilor (în italiană Basilica di San Paolo fuori le mura)                                                                                        | 8.515     |           |                 |               | sec. IV-V, 1825–1929 | Roma                                                                            | Italia           | romano-catolică                                           | | [ S 9 ]                                             |
|         | Catedrala Mântuirii Neamului | 8.400     | 13.668,55 | 478.857         | 7.000         | 2010–2025            | București                                                                       | România          | ortodoxă (Biserica Ortodoxă Română)                       | Cea mai înaltă, cea mai lungă și cea mai mare ca suprafață și volum biserică ortodoxă din lume | [ 20 ] [ 21 ]                                       |
|         | Catedrala Bazilică a Maicii Domnului de la Pilar (în spaniolă Catedral basílica de Nuestra Señora del Pilar)                                                                       | 8.318     |           |                 |               | 1681–1872            | Zaragoza                                                                        | Spania           | romano-catolică                                           | Prima biserică dedicată Sfintei Fecioare Maria sub titlul de Doamna Noastră de la Pilar, numită „Maica Popoarelor Hispanice” de Papa Ioan Paul al II-lea                                                                                                 | [ 22 ] [ S 10 ]                                     |
|         | Catedrala Sfânta Maria din Florența (în italiană Cattedrale di Santa Maria del Fiore)                                                                                              | 8.300     |           |                 |               | 1296–1436            | Florența                                                                        | Italia           | romano-catolică                                           | Cea mai mare cupolă de cărămidă din lume, când a fost finalizată, în sec. al XV-lea, era cea mai mare biserică din lume | [ 23 ] [ S 11 ]                                     |
|         | Bazilica Sfânta Maria din Guadalupe (în spaniolă Basílica de Santa María de Guadalupe)                                                                                             | 8.167     |           |                 | 10.000        | 1974–1976            | Mexico City                                                                     | Mexic            | romano-catolică                                           | Clădire circulară cu diametrul bazei de 102 m, cea mai vizitată biserică a Sfintei Maria din lume, 20 mil. de persoane anual | [ 24 ]                                              |
|         | Catedrala din Anvers (în neerlandeză Onze-Lieve-Vrouwekathedraal) | 8.000     |           |                 |               | 1352–1521            | Anvers                                                                          | Belgia           | romano-catolică                                           | Biserica adăpostește o serie de lucrări semnificative ale pictorului baroc Peter Paul Rubens | [ 25 ] [ 26 ] [ S 12 ]                              |
|         | Catedrala din Rio de Janeiro (în spaniolă Catedral de São Sebastião do Rio de Janeiro)                                                                                             | 8.000     |           |                 | 5.000−20.000  | 1964–1976            | Rio de Janeiro                                                                  | Brazilia         | romano-catolică                                           | Construcție modernă în stilul arhitectural al piramidelor mayașe | [ 27 ] [ S 13 ]                                     |
|         | Bazilica Națională a Sfintei Inimi (în franceză Basilique nationale du Sacré-Cœur)                                                                                                 | 8.000     |           |                 |               | 1905–1970            | Koekelberg, Bruxelles                                                           | Belgia           | romano-catolică                                           | Biserică inspirată de Bazilica Sacré-Cœur din Paris, lucrările de construcție au fost oprite de cele două războaie mondiale și finalizate abia în 1970                                                                                                   | [ S 14 ]                                            |
|         | Bazilica Notre-Dame de la Paix (în franceză Basilique Notre-Dame-de-la-Paix de Yamoussoukro)                                                                                       | 7.989     | 30.000    |                 | 18.000        | 1985–1989            | Yamoussoukro                                                                    | Coasta de Fildeș | romano-catolică                                           | Piatra de temelie a clădirii a fost pusă și sfințită pe 10 august 1985 de către Papa Ioan Paul al II-lea, aspectul bisericii amintește de Bazilica Sfântul Petru din Roma                                                                                | [ 28 ] [ 29 ] [ S 15 ]                              |
|         | Hagia Sophia | 7.960     |           | 255.800         |               | 532–537              | Istanbul                                                                        | Turcia           | ortodoxă (Biserica Ortodoxă Greacă)                       | Construită pentru a servi drept catedrală a Patriarhiei Ecumenice de Constantinopol, ulterior convertită în moschee, cea mai mare catedrală din lume pentru aproape o mie de ani                                                                         | [ 30 ] [ S 16 ]                                     |
|         | Bazilica San Petronio (în italiană Basilica di San Petronio) | 7.920     |           | 258.000         | 28.000        | 1390–1479            | Bologna                                                                         | Italia           | romano-catolică                                           | Cea mai mare biserică gotică de cărămidă din lume, din 1929 face parte din teritoriul Statului Cetății Vaticanului | [ 31 ] [ S 17 ]                                     |
|         | Domul din Köln (în germană Kölner Dom) | 7.914     |           | 407.000         |               | 1248–1880            | Köln                                                                            | Germania         | romano-catolică                                           | Cea mai înaltă biserică cu două turle din lume | [ 32 ] [ S 18 ]                                     |
|         | Catedrala Saint Paul din Londra (în engleză St Paul's Cathedral) | 7.875     |           |                 |               | 1677–1708            | Londra                                                                          | Regatul Unit     | anglicană (Biserica Anglicană)                            | Cea mai înaltă clădire din Londra între 1710 și 1963 | [ 33 ] [ S 19 ]                                     |
|         | Catedrala Națională din Washington (în engleză Washington National Cathedral) | 7.712     |           |                 |               | 1907–1990            | Washington, DC                                                                  | Statele Unite    | anglicană (Biserica Episcopală din SUA)                   | Catedrala Bisericii Episcopale din Statele Unite | [ 34 ]                                              |
|         | Catedrala din Amiens (în franceză Cathédrale Notre-Dame d'Amiens) | 7.700     |           | 200.000         |               | 1220–1270            | Amiens                                                                          | Franța           | romano-catolică                                           | Renumită pentru calitatea și numărul sculpturilor gotice de la începutul sec. XIII de pe fațada principală de vest și portalul sudic al transeptului, precum și pentru numeroasele sculpturi policrome din perioadele ulterioare din interiorul clădirii | [ S 20 ]                                            |
|         | Biserica mănăstirii Santa Giustina (în italiană Abbazia di Santa Giustina) | 7.700     |           |                 |               | 1501–1606            | Padova                                                                          | Italia           | romano-catolică                                           | | [ S 21 ]                                            |
|         | Catedrala Nașterea lui Hristos (în arabă كاتدرائية ميلاد المسيح, transliterat: Katidrayiyat milad almasih)                                                                         | 7.500     |           | 135.000         | 8.200         | 2017–2019            | Cairo                                                                           | Egipt            | ortodoxă (Biserica ortodoxă coptă)                        | Cea mai mare biserică ortodoxă orientală din lume | [ 35 ] [ 36 ]                                       |
|         | Biserica Evangheliei Depline Yoido - Coreea de Sud (în coreeană 여의도순복음교회, transliterat: Yeouidosunbog-eumgyohoe)                                                           | 7.450     | 44.000    |                 | 12.000        | 1973                 | Seul                                                                            | Coreea de Sud    | protestantă (penticostală)                                | Cea mai mare biserică penticostală din lume | [ 37 ]                                              |
|         | Catedrala Sfântul Vitus din Praga (în cehă Katedrála svatého Víta, Václava a Vojtěcha)                                                                                             | 7.440     |           | 120.000         | 5.000−6.000   | 1344–1929            | Praga                                                                           | Cehia            | romano-catolică                                           | Situată în Cetatea din Praga, adăpostește mormintele multor regi ai Boemiei și împărați ai Sfântului Imperiu Roman | [ 38 ] [ S 22 ]                                     |
|         | Bazilica Altarului Național al Imaculatei Concepții (în engleză Basilica of the National Shrine of the Immaculate Conception)                                                      | 7.097     | 10.234    |                 | 10.000        | 1920–2017            | Washington, DC                                                                  | Statele Unite    | romano-catolică                                           | Cea mai mare biserică catolică din America de Nord | [ 39 ]                                              |
|         | Catedrala din La Plata (în spaniolă Catedral de la Inmaculada Concepción de La Plata)                                                                                              | 6.968     |           |                 | 14.000        | 1884–1932            | La Plata                                                                        | Argentina        | romano-catolică                                           | Cea mai mare biserică din Argentina | [ S 23 ]                                            |
|         | Oratoriul Sfântul Iosif (în engleză Saint Joseph's Oratory) | 6.825     |           |                 |               | 1904–1967            | Montreal                                                                        | Canada           | romano-catolică                                           | Cea mai mare biserică din Canada | [ S 24 ]                                            |
|         | Sanctuarul Santa Paulina (în portugheză Santuário Santa Paulina) | 6.740     | 9.000     |                 | 6.000         | 2003–2006            | Nova Trento                                                                     | Brazilia         | romano-catolică                                           | A doua cea mai vizitată atracție religioasă din Brazilia, circa 75 de mii de vizitatori lunar | [ 40 ] [ 41 ]                                       |
|         | Catedrala Metropolitană din Mexico City (în spaniolă Catedral Metropolitana de la Ciudad de México)                                                                                | 6.732     |           |                 |               | 1573–1813            | Mexico City                                                                     | Mexic            | romano-catolică                                           | Biserică construită pe locul Templo Mayor al orașului aztec Tenochtitlan, pentru a consolida puterea spaniolă asupra teritoriului nou cucerit | [ S 25 ]                                            |
|         | Catedrala din Chartres (în franceză Cathédrale Notre-Dame de Chartres) | 6.700     | 10.875    |                 |               | 1145–1220            | Chartres                                                                        | Franța           | romano-catolică                                           | Înscrisă în Lista Patrimoniului Mondial UNESCO în 1979 și considerată „punctul culminant al artei gotice franceze” | [ S 26 ]                                            |
|         | Domul din Berlin (în germană Berliner Dom) | 6.270     |           |                 | 2.000         | 1451–1905            | Berlin                                                                          | Germania         | protestantă (luterană)                                    | Cea mai mare biserică protestantă din Germania, a doua ca mărime din lume, adăpostește unul dintre cele mai importante morminte dinastice din Europa, al Casei de Hohenzollern                                                                           | [ 42 ] [ S 27 ]                                     |
|         | Catedrala Saint Paul din Minnesota [în engleză Cathedral of Saint Paul (Minnesota)]                                                                                                |           | 6.200     |                 |               | 1906–1915            | Saint Paul, Minnesota                                                           | Statele Unite    | romano-catolică                                           | La 25 martie 2009, catedrala a fost desemnată Altar Național al Apostolului Pavel | [ 43 ]                                              |
|         | Biserica Immaculata (în engleză Immaculata Church) | 6.169     |           |                 | 1.580         | 2020-2023            | Saint Marys, Kansas                                                             | Statele Unite    | romano-catolică                                           | Cea mai mare biserică a Societății Sf. Pius al X-lea | [ 44 ]                                              |
|         | Catedrala Doamnei Noastre, Regina Îngerilor (în engleză Cathedral of Our Lady of the Angels)                                                                                       | 6.038     |           |                 |               | 1998–2002            | Los Angeles                                                                     | Statele Unite    | romano-catolică                                           | Biserica a preluat primul nume al așezării devenită Los Angeles (El Pueblo de Nuestra Señora la Reina de los Ángeles, „Orașul Doamnei Noastre, Regina Îngerilor”)                                                                                        | [ S 28 ]                                            |
|         | Biserica De Hoeksteen din Barneveld [în neerlandeză De Hoeksteen (Barneveld)] | 6.020     |           | 43.300          | 2.531         | 2007–2008            | Barneveld                                                                       | Țările de Jos    | protestantă (reformată)                                   | | [ 45 ]                                              |
|         | Sanctuarul Sfântului Pio din Pietrelcina (în italiană Santuario di San Pio da Pietrelcina)                                                                                         | 6.000     |           |                 | 6.500         | 1991–2004            | San Giovanni Rotondo                                                            | Italia           | romano-catolică                                           | Sanctuar dedicat călugărului capucin Padre Pio, canonizat în 2002 de Papa Ioan Paul al II-lea | [ S 29 ]                                            |
|         | Biserica Mănăstirii din Ulm (în germană Ulmer Münster) | 5.950     |           | 190.000         | 2.000         | 1377–1890            | Ulm                                                                             | Germania         | protestantă (luterană)                                    | Cea mai înaltă biserică din lume (161,53 m) | [ 46 ] [ S 30 ]                                     |
|         | Catedrala Sfântul Petru din York (în engleză Cathedral and Metropolitical Church of Saint Peter in York)                                                                           | 5.927     |           |                 |               | 1230–1472            | York                                                                            | Regatul Unit     | anglicană (Biserica Anglicană)                            | Cea mai mare catedrală gotică din Marea Britanie, fereastra de est, care înfățișează Judecata de Apoi, este cea mai mare întindere de vitralii medievale din lume                                                                                        | [ 47 ] [ S 31 ]                                     |
|         | Catedrala din Bourges (în franceză Cathédrale Saint-Étienne de Bourges) | 5.900     | 6.200     |                 |               | 1195–1230            | Bourges                                                                         | Franța           | romano-catolică                                           | Se remarcă față de alte mari catedrale ale vremii prin spațiul interior unitar, caz excepțional pentru o catedrală gotică dn Franța, nu are transept | [ S 32 ]                                            |
|         | Catedrala Notre-Dame din Reims (în franceză Cathédrale Notre-Dame de Reims) | 5.800     | 6.650     |                 |               | 1211–1275            | Reims                                                                           | Franța           | romano-catolică                                           | Cea mai lungă biserică din Franța (149,17 m) | [ S 33 ]                                            |
|         | Catedrala Metropolitană din São Paulo (în portugheză Catedral Metropolitana de São Paulo)                                                                                          | 5.700     |           |                 | 8.000         | 1913–1954            | São Paulo                                                                       | Brazilia         | romano-catolică                                           | | [ 48 ] [ 49 ] [ S 34 ]                              |
|         | Bazilica din Esztergom (în maghiară Esztergomi bazilika) | 5.660     |           |                 |               | 1822–1869            | Esztergom                                                                       | Ungaria          | romano-catolică                                           | Cea mai mare biserică din Ungaria | [ S 35 ]                                            |
|         | Sanctuarul Eparhial al Maicii Domnului de Guadalupe (în spaniolă Santuario Diocesano de Nuestra Señora de Guadalupe)                                                               | 5.414,58  |           |                 |               | 1898–2008            | Zamora, Michoacán                                                               | Mexic            | romano-catolică                                           | Cea mai înaltă biserică din Mexic (107,5 m) | [ 50 ]                                              |
|         | Sagrada Familia (în spaniolă Basílica i Temple Expiatori de la Sagrada Família) | 5.400     |           |                 | 9.000         | 1882–prezent         | Barcelona                                                                       | Spania           | romano-catolică                                           | Construcție nefinalizată, va fi cea mai înaltă biserică din lume | [ 51 ] [ S 36 ]                                     |
|         | Catedrala Notre-Dame din Strasbourg (în franceză Cathédrale Notre-Dame de Strasbourg)                                                                                              | 5.300     | 6.044     |                 |               | 1015–1439            | Strasbourg                                                                      | Franța           | romano-catolică                                           | Cea mai înaltă biserică din lume între 1647 și 1874 | [ S 37 ]                                            |
|         | Catedrala Primațială din Columbia (în spaniolă Catedral primada de Colombia) | 5.300     |           |                 |               | 1807–1823            | Bogotá                                                                          | Columbia         | romano-catolică                                           | | [ S 38 ]                                            |
|         | Catedrala din Palma (în spaniolă Catedral de Palma de Mallorca) | 5.200     |           | 160.000         |               | 1220–1346            | Palma de Mallorca                                                               | Spania           | romano-catolică                                           | Catedrala este cea mai populară atracție turistică din Palma de Mallorca | [ S 39 ]                                            |
|         | Catedrala Concepției Neprihănite (în germană Mariä-Empfängnis-Dom) | 5.170     |           |                 | 20.000        | 1862–1924            | Linz                                                                            | Austria          | romano-catolică                                           | Cea mai mare biserică din Austria | [ S 40 ]                                            |
|         | Domul din Speyer (în germană Speyerer Dom) | 5.038     |           |                 |               | 1030–1103            | Speyer                                                                          | Germania         | romano-catolică                                           | Înscrisă în Lista Patrimoniului Mondial UNESCO | [ S 41 ]                                            |
|         | Centrul de conferințe Provo ward (în engleză Provo ward conference center) | 5.038     |           |                 |               | 2012                 | Provo, Utah                                                                     | Statele Unite    | Biserica lui Isus Hristos a Sfinților din Zilele din Urmă | | [ 52 ] [ 53 ]                                       |
|         | Catedrala Westminster din Londra (în engleză Westminster Cathedral) | 5.017     |           |                 | 2.000         | 1895–1910            | Londra                                                                          | Regatul Unit     | romano-catolică                                           | Cea mai mare biserică romano-catolică din Marea Britanie | [ S 42 ]                                            |
|         | Catedrala din Medak (în engleză Medak Cathedral) | 5.000     |           |                 |               | 1914–1926            | Medak, Telangana                                                                | India            | anglicană (Biserica din sudul Indiei)                     | | [ 54 ]                                              |
|         | Biserica Steaua Dimineții din complexul Bazilica Maicii Domnului a Sănătății (în engleză Morning Star Church under the collective churches of Basilica of Our Lady of Good Health) | 5.574     |           |                 | 10.000        | 2013                 | Velankanni, Tamil Nadu                                                          | India            | romano-catolică                                           | Biserica a fost construită fără stâlpi, printre cele mai mari lăcașuri de cult creștin din Asia | [ 55 ]                                              |
|         | Catedrala din Lincoln (în engleză Lincoln Cathedral) | 5.000     |           |                 |               | 1185–1311            | Lincoln, Lincolnshire                                                           | Regatul Unit     | anglicană (Biserica Anglicană)                            | Catedrala deține una dintre cele patru copii rămase ale Magna Carta | [ 56 ] [ S 43 ]                                     |
|         | Bazilica Sfânta Maria din Gdańsk (în poloneză Bazylika konkatedralna Wniebowzięcia Najświętszej Maryi Panny w Gdańsku)                                                             | 5.000     |           | 155.000         |               | 1343–1502            | Gdańsk                                                                          | Polonia          | romano-catolică                                           | Cea mai mare biserică de cărămidă din lume | [ S 44 ]                                            |
|         | Catedrala Sfânta Treime din Tbilisi (în georgiană წმინდა სამების საკათედრო ტაძარი, transliterat: Ts’minda samebis sak’atedro t’adzari)                                             | 5.000     |           | 137.000         |               | 1995–2004            | Tbilisi                                                                         | Georgia          | ortodoxă (Biserica Ortodoxă Georgiană)                    | | [ 57 ]                                              |
|         | Catedrala din Winchester (în engleză Winchester Cathedral) | 4.968     |           |                 |               | 1079–1525            | Winchester                                                                      | Regatul Unit     | anglicană (Biserica Anglicană)                            | Cea mai lungă catedrală gotică din Europa (170,1 m) | [ 58 ] [ 59 ] [ S 45 ]                              |
|         | Catedrala Notre-Dame din Paris (în franceză Cathédrale Notre-Dame de Paris) | 4.800     | 5.500     |                 | 9.000         | 1163–1345, 2019–2025 | Paris                                                                           | Franța           | romano-catolică                                           | | [ S 46 ]                                            |
|         | Catedrala din Almudena (în spaniolă Catedral de la Almudena) | 4.800     |           |                 |               | 1883–1993            | Madrid                                                                          | Spania           | romano-catolică                                           | Catedrala are o orientare nord-sud în loc de est-vest | [ S 47 ]                                            |
|         | Catedrala Sfânta Treime din Dresda (în germană Kathedrale Sanctissimae Trinitatis)                                                                                                 | 4.800     |           |                 |               | 1739–1755            | Dresda                                                                          | Germania         | romano-catolică                                           | Cea mai mare biserică din Saxonia, adăpostește mormintele Casei de Wettin, inclusiv foști monarhi polonezi | [ S 48 ]                                            |
|         | Bazilica Sfânta Tereza de Lisieux (în franceză Basilique Sainte-Thérèse de Lisieux)                                                                                                | 4.500     |           |                 |               | 1929–1954            | Lisieux                                                                         | Franța           | romano-catolică                                           | Al doilea cel mai important loc de pelerinaj din Franța (600.000 vizitatori anual) | [ S 49 ]                                            |
|         | Bazilica San Martin de Tours din Taal (în filipineză Basilika Minor at Parokya ni San Martin ng Tours)                                                                             | 4.320     |           |                 |               | 1856–1878            | Taal, Batangas, Luzon                                                           | Filipine         | romano-catolică                                           | Cea mai mare biserică catolică din Asia | [ 60 ] [ 61 ]                                       |
|         | Catedrala Ely (în engleză Ely Cathedral) | 4.273     |           |                 |               | 1083–1375            | Ely                                                                             | Regatul Unit     | anglicană (Biserica Anglicană)                            | Catedrala este construită pe locația mănăstirii fondate în Ely în 672 de Sfânta Æthelthryth (Etheldreda) | [ S 50 ]                                            |
|         | Catedrala din München (în germană Münchner Dom) | 4.188     |           | 185.000–190.000 |               | 1468–1525            | München                                                                         | Germania         | romano-catolică                                           | Cea mai mare biserică-sală (în franceză Église-halle, în engleză Hall church, în germană Hallenkirche, naosul și zona interioară alăturată au aceeași înălțime) din lume                                                                                 | [ 62 ] [ S 51 ]                                     |
|         | Catedrala Bazilică a Sacrei Inimi din Newark (în engleză Cathedral Basilica of the Sacred Heart (Newark))                                                                          | 4.181     |           |                 | 2.000         | 1898–1954            | Newark, New Jersey                                                              | Statele Unite    | romano-catolică                                           | Interior luminat de rozase (ferestre circulare mari cu vitralii) | [ 63 ] [ S 52 ]                                     |
|         | Catedrala Santa Catarina din Goa (în engleză Sé Catedral de Santa Catarina) | 4.180     |           |                 |               | 1619–1640            | Goa, Goa                                                                        | India            | romano-catolică                                           | Construită pentru a comemora victoria portughezilor sub conducerea lui Afonso de Albuquerque asupra unei armate musulmane, care a condus la capturarea orașului Goa în 1510                                                                              | [ S 53 ]                                            |
|         | Bazilica Sfântul Ștefan din Budapesta (în maghiară Szent István-bazilika) | 4.147     |           |                 |               | 1851–1906            | Budapesta                                                                       | Ungaria          | romano-catolică                                           | Numită în onoarea primului rege al Ungariei, Ștefan I (c. 975–1038), a cărui mână dreaptă este adăpostită într-o raclă | [ S 54 ]                                            |
|         | Catedrala din Saint Louis (în engleză Cathedral Basilica of Saint Louis) | 4.130     |           |                 |               | 1907–1914            | St. Louis                                                                       | Statele Unite    | romano-catolică                                           | Catedrala poartă numele regelui Ludovic al IX-lea al Franței, canonizat în 1297 | [ 64 ] [ 65 ] [ 66 ]                                |
|         | Catedrala Sfântul Isaac (în rusă Исаакиевский собор, transliterat: Isaakievski sobor)                                                                                              | 4.000     | 7.000     | 260.000         |               | 1818–1858            | Sankt Petersburg                                                                | Rusia            | ortodoxă (Biserica Ortodoxă Rusă)                         | Fostă catedrală, transformată de guvernul sovietic în muzeu în 1931 | [ 67 ] [ S 55 ]                                     |
|         | Catedrala „Hristos Mântuitorul” din Moscova (în rusă Храм Христа Спасителя, transliterat: Hram Hrista Spasitelea)                                                                  | 3.980     | 6.829,3   | 101.992         | 9.500         | 1839–1883            | Moscova                                                                         | Rusia            | ortodoxă (Biserica Ortodoxă Rusă)                         | Reconstruită între 1995 și 2000 | [ S 56 ]                                            |
|         | Catedrala Sfântul Grigore Luminătorul din Erevan (în armeană Սուրբ Գրիգոր Լուսավորիչ մայր եկեղեցի (Երևան), transliterat: Sowrb Grigor Lowsavorič mayr ekeġec’i (Erewan))           | 3.822     |           |                 |               | 1997–2001            | Erevan                                                                          | Armenia          | ortodoxă (Biserica Apostolică Armeană)                    | Catedrala adăpostește moaștele Sfântului Grigore Luminătorul | [ 68 ]                                              |
|         | Catedrala Sfântul Nume al lui Isus (în engleză Holy Name of Jesus Cathedral) | 3.820     |           |                 | 2.000         | 2015–2018            | Raleigh, Carolina de Nord                                                       | Statele Unite    | romano-catolică                                           | | [ 69 ]                                              |
|         | Catedrala evanghelică din Chile (în spaniolă Catedral evangélica de Chile) | 3.714,91  |           |                 | 7.000         | 1967–1974            | Santiago de Chile                                                               | Chile            | protestantă (penticostală)                                | Cea mai mare biserică din Chile | [ 70 ] [ 71 ] [ 72 ] [ 73 ] [ 74 ] [ 37 ]           |
|         | Catedrala Sfântul Sava din Belgrad (în sârbă Храм Светог Саве у Београду, transliterat: Hram Svetog Save u Beogradu)                                                               | 3.650     | 4.830     | 170.000         |               | 1935–1989            | Belgrad                                                                         | Serbia           | ortodoxă (Biserica Ortodoxă Sârbă)                        | Cea mai mare biserică din Balcani, în perioada celui de-al Doilea Război Mondial, clădirea incompletă a fost folosită ca depozit de armata germană și de partizanii iugoslavi                                                                            | [ 75 ]                                              |
|         | Altarul Fericitului Stanley Rother (în engleză Blessed Stanley Rother Shrine) | 3.512     |           |                 | 1.859         | 2021–2022            | Oklahoma City                                                                   | Statele Unite    | romano-catolică                                           | Stanley Francis Rother a fost un preot catolic american din Oklahoma, care a lucrat ca preot misionar și a fost ucis în Guatemala în 1981, beatificat în 2017 de Papa Francisc                                                                           | [ 76 ]                                              |
|         | Catedrala din Uppsala (în suedeză Uppsala domkyrka) | 3.439     | 4.077     | 50.000          | 2.200         | 1273-1435            | Uppsala                                                                         | Suedia           | Biserica suedeză                                          | Cea mai mare catedrală din Europa de Nord | [ 77 ] [ 78 ] [ S 57 ]                              |
|         | Catedrala Yeonmudae (Catedrala Kim Dae-geon) (în coreeană 연무대성당 (김대건성당), transliterat: Yeonmudae seongdang (Gimdaegeon seongdang))                                       | 3.360     |           |                 |               | 2008–2009            | Centrul de antrenament al armatei coreene, Nonsan, Provincia Chungcheong de Sud | Coreea de Sud    | romano-catolică                                           | Cea mai mare biserică din Asia de Est | [ 79 ]                                              |
|         | Catedrala Grace din San Francisco (în engleză Grace Cathedral) | 3.357     |           |                 |               | 1910–1964            | San Francisco                                                                   | Statele Unite    | anglicană (Biserica Episcopală din SUA)                   | | [ 80 ] [ S 58 ]                                     |
|         | Bazilica Sfinții Petru și Pavel [în engleză Basilica of Saints Peter and Paul (Lewiston, Maine)]                                                                                   | 3.264     |           |                 | 2.200         | 1906–1936            | Lewiston, Maine                                                                 | Statele Unite    | romano-catolică                                           | | [ S 59 ]                                            |
|         | Catedrala Alexandr Nevski din Sofia (în bulgară Свети Александър Невски, transliterat: Sveti Aleksandăr Nevski)                                                                    | 3.170     |           | 86.000          |               | 1882–1912            | Sofia                                                                           | Bulgaria         | ortodoxă (Biserica Ortodoxă Bulgară)                      | A doua cea mai mare catedrală din Peninsula Balcanică după Catedrala Sfântul Sava din Belgrad, poartă numele cneazului rus Aleksandr Nevski | [ 81 ] [ 82 ] [ S 60 ]                              |
|         | Biserica Sf. Charles Borromeo [în engleză St. Charles Borromeo (Visalia)] | 3.159     |           |                 | 3.148         | 2011-2023            | Visalia, California                                                             | Statele Unite    | romano-catolică                                           | Cea mai mare biserică parohială din America de Nord | [ 83 ]                                              |
|         | Catedrala lui Hristos (în engleză Christ Cathedral) | 3.030     |           |                 |               | 1977–1980            | Garden Grove, California                                                        | Statele Unite    | romano-catolică                                           | Cunoscută anterior sub numele de Catedrala de Cristal, sfințită sub denumirea de Catedrala lui Hristos | [ 84 ]                                              |
|         | Biserica mănăstirii Westminster (în engleză Westminster Abbey) | 2.972     |           |                 | 2.200         | 960-sec. XVIII       | Londra                                                                          | Regatul Unit     | anglicană (Biserica Anglicană)                            | După 1066, a fost locul încoronării a 40 de monarhi englezi și britanici și locul de înmormântare a 18 monarhi englezi, scoțieni și britanici, din anul 1100 cel puțin 16 nunți regale au avut loc la mănăstire                                          | [ 85 ] [ 86 ] [ S 61 ]                              |
|         | Catedrala Sfântul Patrick (în engleză St Patrick's Cathedral) | 2.621     |           |                 |               | 1858-1939            | Melbourne                                                                       | Australia        | romano-catolică                                           | Restaurată în perioada 1992–1997 | [ 87 ]                                              |
|         | Biserica Baptistă Sümi din Zünheboto (în engleză Sümi Baptist Church, Zünheboto)                                                                                                   | 2.885     |           |                 | 8.500         | 2007–2017            | Zunheboto, Nagaland                                                             | India            | protestantă (baptistă)                                    | | [ 88 ]                                              |
|         | Biserica Sfântul Andrei din Patras (în greacă Ιερός Ναός Αγίου Ανδρέα Πατρών, transliterat: Ierós Naós Agíou Andréa Patrón)                                                        | 2.600     |           |                 |               | 1908–1974            | Patras                                                                          | Grecia           | ortodoxă (Biserica Ortodoxă Greacă)                       | Cea mai mare biserică ortodoxă din Grecia și a treia cea mai mare biserică (în stil bizantin) din Balcani, după Catedrala Sfântul Sava din Belgrad și Catedrala Alexandr Nevski din Sofia                                                                | [ 89 ] [ S 62 ]                                     |
|         | Catedrala Sfânta Maria (în engleză St Mary's Cathedral) | 2.600     |           |                 |               | 1868–2000            | Sydney                                                                          | Australia        | romano-catolică                                           | Catedrala este dedicată Sfintei Fecioare Maria, Patroana Australiei | [ 90 ]                                              |
|         | Catedrala Saint Patrick din New York (în engleză St. Patrick's Cathedral) | 2.500     |           |                 | 2.400         | 1858–1878            | New York City, New York                                                         | Statele Unite    | romano-catolică                                           | Cea mai mare catedrală catolică în stil neogotic din America de Nord | [ 91 ] [ S 63 ]                                     |
|         | Catedrala Arhiepiscopiei Catolice din Daegu (în coreeană 천주교 대구대교구, transliterat: Cheonjugyo daegudaegyogu)                                                                | 2.463     |           |                 |               | 2013–2016            | Daegu                                                                           | Coreea de Sud    | romano-catolică                                           | |                                                     |
|         | Catedrala din Helsinki (în finlandeză Helsingin tuomiokirkko) | 2.400     |           |                 | 1.300         | 1869–1887            | Helsinki                                                                        | Finlanda         | protestantă (luterană)                                    | Construită inițial între 1830 și 1852 ca omagiu adus Marelui Principe al Finlandei, țarul Nicolae I al Rusiei | [ S 64 ]                                            |
|         | Catedrala Bazilică a Sfântului Francisc din Assisi (în engleză Cathedral Basilica of St. Francis of Assisi (Santa Fe))                                                             | 2.322     |           |                 |               | 1869–1887            | Santa Fe, New Mexico                                                            | Statele Unite    | romano-catolică                                           | | [ S 65 ]                                            |
|         | Bazilica Maicii Domnului din Thrissur [în malayalamă പുത്തൻപള്ളി (ബസലിക്ക ഓഫ് ഒവർ ലേഡി ഓഫ് ഡോളേസ്), transliterat: Puthanpally (Basilica Maicii Domnului)]                                       | 2.300     |           |                 |               | 1929–2005            | Thrissur                                                                        | India            | Biserica catolică Syro-Malabar                            | A treia cea mai înaltă biserică din Asia (79 m) | [ 92 ]                                              |
|         | Catedrala Sf. Ioan (în coreeană 성요한성당, transliterat: Seong-yohanseongdang) | 2.260     |           |                 |               | 1994–2002            | Seongnam                                                                        | Coreea de Sud    | romano-catolică                                           | Până în 2009, cea mai mare biserică din Asia de Est |                                                     |
|         | Catedrala Sacra Inimă din Bendigo (în engleză Sacred Heart Cathedral, Bendigo) | 2.191     | 3.350     |                 | 4.000         | 1897-1977            | Bendigo, Victoria                                                               | Australia        | romano-catolică                                           | A treia cea mai înaltă biserică din Australia (87 m) | [ 93 ]                                              |
|         | Bazilica Sfântul Ioan Botezătorul (în engleză Basilica of St. John the Baptist) | 2.135     |           | 64.040          |               | 1839–1855            | St. John's, Newfoundland și Labrador                                            | Canada           | romano-catolică                                           | Cea mai mare catedrală din Canada | [ S 66 ]                                            |
|         | Catedrala Sf. Iosif din San Diego (în engleză St. Joseph Cathedral) | 2.125     |           |                 |               | 1941                 | San Diego, California                                                           | Statele Unite    | romano-catolică                                           | Restaurată în 2011 |                                                     |
|         | Catedrala Inimii Sacre din Alger (în franceză Cathédrale du Sacré-Cœur d'Alger) | 1.820     |           |                 |               | 1944-1956            | Alger                                                                           | Algeria          | romano-catolică                                           | Adăpostește un mozaic din 324, din perioada primei bazilici romane din Castellum Tingitanum | [ S 67 ]                                            |
|         | Catedrala Învierea lui Hristos (în albaneză Katedralja Ngjallja e Krishtit, Korçë)                                                                                                 | 1.800     |           |                 | 5.500         | 1994-2010            | Corcea                                                                          | Albania          | ortodoxă Biserica Ortodoxă Albaneză                       | | [ 94 ]                                              |
|         | Catedrala Învierea lui Hristos (în albaneză Katedralja Ngjallja e Krishtit, Tiranë)                                                                                                | 1.660     |           |                 | 600           | 2012                 | Tirana                                                                          | Albania          | ortodoxă Biserica Ortodoxă Albaneză                       | | [ 95 ]                                              |